# عبد الواحد المظفر
الشيخ عبد الواحد بن أحمد آل مظفر أو المظفر أو المظفري (و. 1310 هـ).،  هو رجل دين وشاعر ومؤلِّف شيعي عراقي له عدد من المؤلَّفات في سير بعض الشخصيات الإسلاميَّة وأصحاب النبي محمد، وهو من أهالي قضاء المدينة التابع للبصرة وبها ولد ونشأ، وقد هاجر في العقد الأول من القرن العشرين إلى النجف، ودرس هناك النحو والصرف والمعاني والبيان والعروض وقروض الشعر، وهناك أخرج بعض مؤلفاته إلى الطبع.

## مؤلفاته
| - بطل العلقمي. في أحوال العباس بن علي بن أبي طالب في ثلاث مجلَّدات. - سفير الحسين. في أحوال مسلم بن عقيل. - قائد القوات العلوية. في أحوال مالك الأشتر النخعي. - سابق العجم. في أحوال سلمان الفارسي. - البطل الأسدي. في أحوال حبيب بن مظاهر الأسدي. - فارس ذو الخمار. في أحوال مالك بن نويرة. - السياسة العلوية. في شرح عهد مالك الأشتر. | - وفاة النبي. - وفاة الأمير. - الأمالي المنتخبة. - رسالة أعلام النهضة الحسينية. - كشف المستور في ابطال العقائد الباطلة. - مستدرك مقاتل الطالبيين. - ديوان شعر. |